# Jōji Kikunami
Jōji Kikunami (japanisch 聴涛 襄治 Kikunami Jōji; * 1923 in Kōbe; † 2008) war ein japanischer Künstler und Mitglied der avantgardistischen Gutai Art Association, einer der einflussreichsten Kunstbewegungen Japans nach dem Zweiten Weltkrieg. Gutai beschäftigte sich mit Performance, Happening und Konzeptkunst und erlangte nach ersten Ausstellungen in New York 1958 internationale Anerkennung.

## Leben
Jōji Kikunami wurde 1923 in Kōbe geboren. Er studierte bei Ryōhei Koiso in Kōbe und stellte nach dem Krieg in der Action Exhibition [Koudou Ten] aus. Später schloss er sich der New Geometric Art Group an und wurde 1966 Mitglied der Gutai, nachdem Jirō Yoshihara, der Gründer der Gutai Art Association, in der Action Exhibition auf ihn aufmerksam geworden war. Er beteiligte sich an den Ausstellungen der Gutai-Gruppe bis zu deren Auflösung 1972. Neben seiner Tätigkeit bei Gutai nahm er an zahlreichen internationalen Ausstellungen teil, darunter „From Space to Environment“ (1966), eine wichtige Schau für Environmental Art und war in der Gutai Pinacotheca in Osaka vertreten. Die Gutai Pinacotheca – der Ausstellungsraum der Gruppe – wurde von dem französischen Kunstkritiker Michel Tapié so benannt, der die Gruppe 1957 auf einer Japanreise entdeckte und ein begeisterter Anhänger der Künstler wurde. Der Raum wurde 1962 eröffnet und befand sich in der Nähe von Osaka, wo Jirō Yoshihara einige Lagerhäuser besaß. Die Pinakothek unterstützte die Mitglieder der Gutai-Gruppe, stellte internationale Künstler wie Lucio Fontana, Giuseppe Capogrossi und Sam Francis aus und empfing zahlreiche Besucher wie Jasper Johns, John Cage und Robert Rauschenberg. Im April 1970 wurde die Gutai Pinacotheca geschlossen.
Gutai förderte einen experimentellen Umgang mit Kunst, der Technologie, Bewegung und Umwelt einbezog, und Kikunami trug zur Vielfalt der Bewegung bei, indem er ihre Grenzen in Richtung optischer und technischer Kunst ausweitete.

## Werk
Jōji Kikunami war bekannt für seine Werke im Bereich der Op-Art, die oft visuelle Illusionen und optische Täuschungen einsetzten. Zu seinen Techniken gehörte die Verwendung von feinen Streifen und Linsen, die mehrschichtige Moiré-Muster erzeugten. Teilweise nutzte er auch Elemente aus Fernsehtechnologie, um seine Werke interaktiv und visuell ansprechend zu gestalten. Sein Ansatz konzentrierte sich weniger auf individuelle Ausdrucksweisen und mehr auf das sensorische Erleben seiner Betrachter.